# The Indian Music Industry
The Indian Music Industry (IMI) ist ein Ableger der International Federation of the Phonographic Industry in Indien und repräsentiert die indische Musikindustrie. Die Organisation kontrolliert Verkaufszahlen der im Land verkauften Alben und Singles, vergibt Musikauszeichnungen und überprüft Musiklizenzen.

## Verleihungsgrenzen der Tonträgerauszeichnungen
| Auszeichnung | 1995 bis 2004 | 2005 bis 2007                             | 2008 bis 2010                             | 2011 bis 2015                             | seit 2016                                |
| ------------ | ------------- | ----------------------------------------- | ----------------------------------------- | ----------------------------------------- | ---------------------------------------- |
| Gold         | 30.000        | 100.000 (national) 10.000 (international) | 100.000 (national) 7.500 (international)  | 100.000 (national) 4.000 (international)  | 15.000 (national) 12.000 (international) |
| Platin       | 50.000        | 200.000 (national) 20.000 (international) | 200.000 (national) 15.000 (international) | 200.000 (national) 6.000 (international)  | 30.000 (national) 30.000 (international) |
| 2× Platin    | 100.000       | 400.000 (national) 40.000 (international) | 400.000 (national) 30.000 (international) | 400.000 (national) 12.000 (international) | 60.000 (national) 60.000 (international) |
| …            |               |                                           |                                           |                                           |                                          |

| Auszeichnung | seit 2016 |
| ------------ | --------- |
| Gold         | 60.000    |
| Platin       | 120.000   |
| 2× Platin    | 240.000   |
| …            |           |